# Francis Grant
Pour les articles homonymes, voir Grant.
Francis Grant (18 janvier 1803 – 5 octobre 1878) est un artiste écossais du XIXe siècle qui fut président de la Royal Academy. 

## Biographie
Fils d'un gentilhomme campagnard écossais, Francis Grant naquit à Kilgraston près de Bridge of Earn dans la région de Perth and Kinross, et fit ses études à la Harrow School. Il se destinait à une carrière juridique mais ses deux passions étaient la chasse au renard et la peinture. Il entreprit de rassembler une petite collection de tableaux puis se mit à peindre lui-même. Artiste  autodidacte, il n'avait reçu que quelques leçons de dessin dans son enfance et il acquit sa formation en copiant des toiles de maîtres, en particulier Vélasquez.
Francis Grant exposa pour la première fois à la Royal Academy en 1834 ; il s'agissait d'une scène de chasse appelée Melton Breakfast. Après une série d'autres scènes de chasse qui eurent un grand succès (dont The Cottesmore Hunt et The Melton Hunt, qui fut acheté par le duc de Wellington), il devint un peintre établi et un portraitiste à la mode, apprécié à la cour. En plus de celui de la reine Victoria, il réalisa entre autres les portraits des Premiers ministres Benjamin Disraeli, John Russell et Lord Palmerston, ou de Sir Henry Pottinger, le premier gouverneur de Hong Kong. 
Associé de la Royal Academy en 1842, Grant fut élu académicien en 1851. En 1866, à la mort de Charles Eastlake, Edwin Landseer renonça à prendre le fauteuil présidentiel, et Grant fut élu à sa place. Peu après, il fut anobli. 
Sir Francis Grant était le frère aîné du général Sir James Hope Grant (1808-1875).

## Galerie

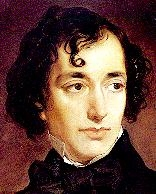
Benjamin Disraeli
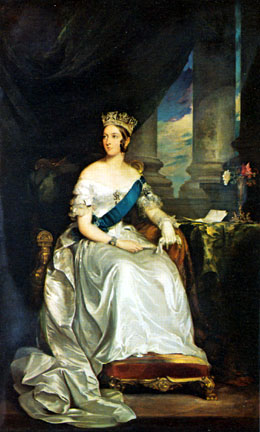
La reine Victoria
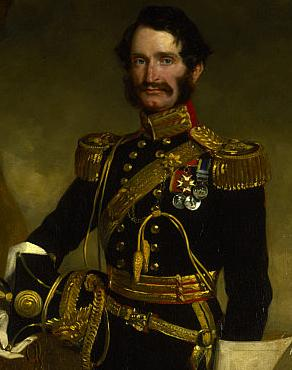
Sir James Hope Grant
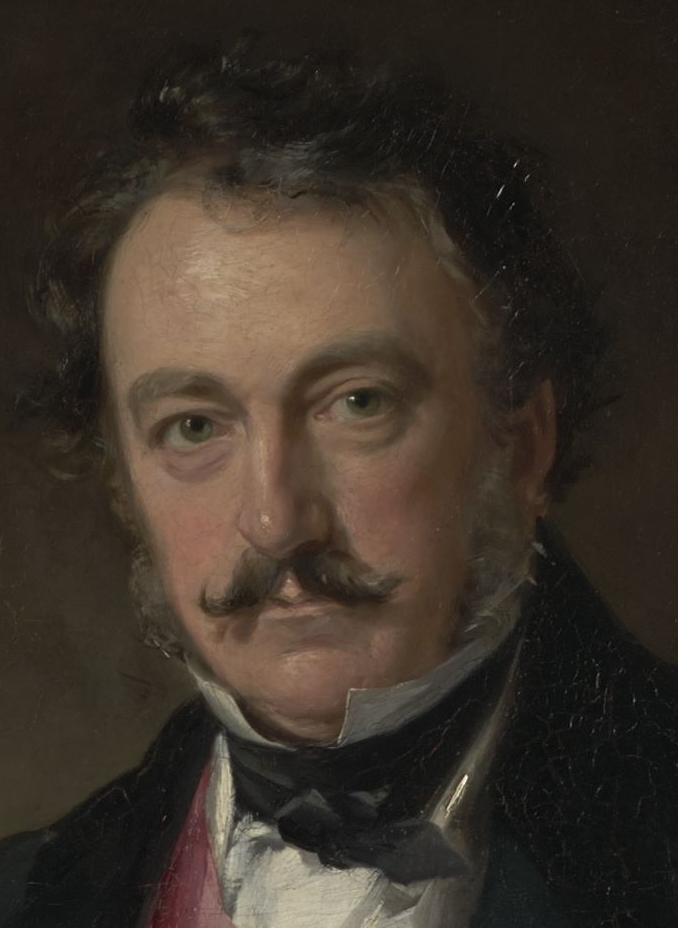
Sir Henry Pottinger
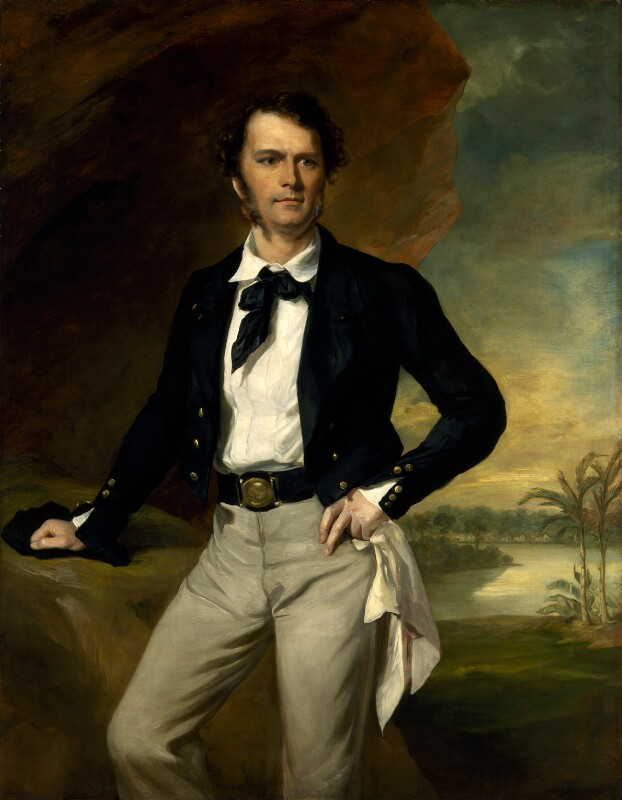
Sir James Brooke

## Sources
- (en) Cet article est partiellement ou en totalité issu de l’article de Wikipédia en anglais intitulé « Francis Grant (artist) » (voir la liste des auteurs).

Bibliographie
- Catherine Wills, High society : the life and art of Sir Francis Grant, 1803-1878 [exposition], Edinburgh, 2003  (ISBN 1-903278-39-2).
- The Dictionary of Scottish Painters : 1600 to the Present[9],  dir. Paul Harris et Julian Halsby, Edinburgh, 2001 (1re éd. 1990)  (ISBN 9781841951508).
- Catherine Wills, Sir Francis Grant as a sporting painter, Londres, 1992, 6 p. (British Sporting Art Trust. Essay, 27).
- Robert Edmund Graves[10], Grant, Sir Francis (1803-1878), dans Dictionary of National Biography, 22, 1890, p. 386-387 (en ligne).
- Henry Ottley, A biographical and critical dictionary of recent and living painters and engravers, Londres, 1866, p. 80-81 (en ligne).